# キャヴェンディッシュ教授職
キャヴェンディッシュ教授職（キャヴェンディッシュきょうじゅしょく、英語: Cavendish Professorship of Physics）とは、ケンブリッジ大学の物理学の冠教授である。物理学者ヘンリー・キャヴェンディッシュを記念して1871年に創立されたキャヴェンディッシュ研究所とともに設立された。本職はキャヴェンディッシュ研究所の所長を兼ねる。

## 歴代のキャヴェンディッシュ教授
- ジェームズ・クラーク・マクスウェル （1871年-1879年）
- ジョン・ウィリアム・ストラット_(第3代レイリー男爵) （1879年-1884年）：1904年ノーベル物理学賞受賞
- ジョゼフ・ジョン・トムソン （1884年-1919年）：1906年ノーベル物理学賞受賞
- アーネスト・ラザフォード　（1919年-1937年）：1908年ノーベル化学賞受賞
- ローレンス・ブラッグ (1938年-1953年)：1915年ノーベル物理学賞受賞
- ネヴィル・モット (1954年-1971年)：1977年ノーベル物理学賞受賞
- ブライアン・ピパード (1971年-1984年）：弟子のブライアン・ジョゼフソンが1973年ノーベル物理学賞受賞
- サム・エドワーズ (1984年-1995年）
- リチャード・フレンド (1995年-）